# 믿음 (불교)
믿음 또는 신(信, 산스크리트어: śraddhā 스라다, 사라태 捨攞馱, 팔리어: saddhā, 영어: faith)은 다음의 분류, 그룹 또는 체계의 한 요소이다.
- 초기불교의 수행법인 7과 37도품 중 제4과를 이루는 신근(信根) · 진근(進根) · 염근(念根) · 정근(定根) · 혜근(慧根)의 5근(五根) 또는 5선근(五善根)가운데 신근에 해당한다.
- 부파불교와 대승불교의 22근(二十二根) 가운데 하나이다.
- 부파불교의 설일체유부의 5위 75법의 법체계에서 심소법(心所法: 46가지) 중 대선지법(大善地法: 10가지) 가운데 하나이다.
- 대승불교의 유식유가행파와 법상종의 5위 100법의 법체계에서 심소법(心所法: 51가지) 중 선심소(善心所: 11가지) 가운데 하나이다.

산스크리트어 śraddhā와 팔리어 saddhā에 해당하는 신(信)의 기본적인 뜻은 믿음이지만, 불교의 교학에 따르면 그 정의가 단순히 '믿는 것'은 아니다.
부파불교의 설일체유부와 대승불교의 유식유가행파의 교학에 따르면, 믿음은 마음이 청정한 것이다. 즉, 청정(清淨, 산스크리트어: śuddha, 팔리어: suddha, 영어: purity)은 믿음의 다른 말이다. 《대승오온론》과 《대승광오온론》에 따르면, 믿음은 업(業: 복등3업) · 과(果: 4과) · 진리[諦: 4성제] · 보배[寶: 3보]와 지극하게 서로 계합하고 따르는 상태[極相符順]를 말한다. 또는 이러한 계합의 상태를 가능하게 하는 청정한 마음 혹은 이러한 계합의 상태가 일어나고 있을 때의 바로 그 청정한 마음을 말한다. 그리고 전통적인 불교 용어로는 이러한 의미에서의 청정한 마음 또는 맑은 마음 즉 믿음을 심정(心淨: 마음이 맑음, 마음이 깨끗함, 마음이 청정함) 또는 심징정(心澄淨: 마음이 맑고 깨끗함)이라 한다.
또한, 《아비달마장현종론》·《대승아비달마집론》·《대승광오온론》 등에 따르면, 믿음[信]은 선업(善業) · 과(果) · 진리[諦] · 보배[寶]와 지극하게 서로 계합하고 따르는 상태[極相符順], 즉 청정의 상태를 희구(希求)하는 것 즉 바라고 구하는 것을 의미한다. 이러하기 때문에 믿음[信]은 욕(欲: 희망, 욕구)의 마음작용의 소의(所依) 즉 의지처 또는 발동근거가 되는 것을 그 본질적 작용[業]으로 한다. 여기서 주목할 만한 사항은, 믿는다는 것 즉 청정하다는 것은 아무런 욕구가 없는 상태가 아니라 선욕(善欲: 선한 욕구)과 낙욕(樂欲: 기꺼이 구하는 욕구, 즐거이 구하는 욕구)이 오히려 더욱 지극해지는 상태라는 점이다.
부파불교와 대승불교의 믿음[信]에 대한 정의와 설명들에서 공통되는 다른 사항은, 믿음은 모든 선(善)한 마음(6식 또는 8식, 즉 심왕, 즉 심법)과 항상 함께 일어나는 마음작용(심소법)이며, 마음(6식 또는 8식, 즉 심왕, 즉 심법)을 맑고 깨끗하게 하는 마음작용이며, 열반에 이르는 길로서의 불법(佛法)의 대해(大海)로 들어가는 첫걸음이 되는 마음작용이라는 것이다.

## 부파불교
신(信, 산스크리트어: śraddhā, 팔리어: saddhā)은 설일체유부의 5위 75법에서 심소법(心所法: 46가지) 중 대선지법(大善地法: 10가지) 가운데 하나이다.
세친은 《구사론》에서 신(信)에 대해 다음과 같이 말하고 있다.
頌曰。

　信及不放逸　　輕安捨慚愧

　二根及不害　　勤唯遍善心

論曰。如是諸法唯遍善心。此中信者。
令心澄淨。有說。
於諦實業果中現前忍許故名為信。

　신(信)과, 그리고 불방일(不放逸)과

　경안(輕安) · 사(捨) · 참(慚) · 괴(愧)와

　두 가지의 근(根)과, 그리고 불해(不害)와

　근(勤)은 오로지 선심(善心)에만 두루하는 것이다.

논하여 말하겠다. 이와 같은 제법은 오로지 선심(善心)에만 두루 존재하는 것이다.
이 중에서 신(信)이란 마음으로 하여금 징정(澄淨)하게 하는 것이다. 그런데 어떤 이는 설하기를, "4성제[諦: 四聖諦]나 3보[實: 三寶], 업(業)과 그 과보[果]에 대해 현전에서 인가하고 허락[忍許, 즉 확신]하기 때문에 그것을 일컬어 '신(信)'이라고 한다"고 하였다.— 《구사론》 제4권. 한문본 과 한글본

위의 세친의 설명, 즉 설일체유부의 교학에 따르면, 신(信)에는 다음의 4가지 측면이 있다.
1. 신(信)은 선심(善心: 선한 마음)에만 두루 존재하는 마음작용(심소법)이다. 즉, 대선지법(大善地法: 10가지)에 속하는 마음작용(심소법)이다.
2. 신(信)은 대선지법(大善地法)에 속하는 마음작용(심소법) 10가지들 중 가장 먼저 꼽는다.
3. 신(信)은 마음(6식 또는 8식, 즉 심왕, 즉 심법)을 청정(淸淨)하게 하는 마음작용(심소법), 즉 마음(6식 또는 8식, 즉 심왕, 즉 심법)을 맑고 깨끗하게 하는[澄淨] 마음작용(심소법)이다.
4. 신(信)이라는 마음작용(심소법)의 대상, 즉 믿음의 대상은 4성제(四聖諦)와 3보(三寶)와 선인선과(善因善果) · 악인악과(惡因惡果) · 선인낙과(善因樂果) · 악인고과(惡人苦果)의 인과법칙이다.

## 참고 문헌
- 곽철환 (2003). 《시공 불교사전》. 시공사 / 네이버 지식백과. |title=에 외부 링크가 있음 (도움말)
- 권오민 (2003). 《아비달마불교》. 민족사.
- 세우 지음, 현장 한역, 송성수 번역 (K.949, T.1542). 《아비달마품류족론》. 한글대장경 검색시스템 - 전자불전연구소 / 동국역경원. K.949(25-149), T.1542(26-692). |title=에 외부 링크가 있음 (도움말)
- 세친 지음, 현장 한역, 권오민 번역 (K.955, T.1558). 《아비달마구사론》. 한글대장경 검색시스템 - 전자불전연구소 / 동국역경원. K.955(27-453), T.1558(29-1). |title=에 외부 링크가 있음 (도움말)
- 세친 지음, 현장 한역, 송성수 번역 (K.618, T.1612). 《대승오온론》. 한글대장경 검색시스템 - 전자불전연구소 / 동국역경원. K.618(17-637), T.1612(31-848). |title=에 외부 링크가 있음 (도움말)
- 안혜 지음, 지바하라 한역, 조환기 번역 (K.619, T.1613). 《대승광오온론》. 한글대장경 검색시스템 - 전자불전연구소 / 동국역경원. K.619(17-641), T.1613(31-850). |title=에 외부 링크가 있음 (도움말)
- 운허.  동국역경원 편집, 편집. 《불교 사전》. |title=에 외부 링크가 있음 (도움말)
- 황욱 (1999). 《무착[Asaṅga]의 유식학설 연구》. 동국대학원 불교학과 박사학위논문.
- (중국어) 星雲. 《佛光大辭典(불광대사전)》 3판. |title=에 외부 링크가 있음 (도움말)
- (중국어) 세우 조, 현장 한역 (T.1542). 《아비달마품류족론(阿毘達磨品類足論)》. 대정신수대장경. T26, No. 1542, CBETA. |title=에 외부 링크가 있음 (도움말)
- (중국어) 세친 조, 현장 한역 (T.1612). 《대승오온론(大乘五蘊論)》. 대정신수대장경. T31, No. 1612, CBETA. |title=에 외부 링크가 있음 (도움말)
- (중국어) 안혜 조, 지바하라 한역 (T.1613). 《대승광오온론(大乘廣五蘊論)》. 대정신수대장경. T31, No. 1613, CBETA. |title=에 외부 링크가 있음 (도움말)

## 같이 보기
- 10신(十信)